# Чарльз Браун
Чарльз Ніккі Браун (англ. Charles Nikki Brown; 24 червня 1937 — 12 липня 2009) — американський редактор, співзасновник і редактор журналу Locus, що висвітлює жанри науково-фантастичної та фентезійної літератури. Браун народився 24 червня 1937 року в Брукліні, штат Нью-Йорк.

## Біографія
Чарльз Браун народився у Брукліні, навчався в Міському коледжі до 1956 року, коли у віці 18 років вступив на військову службу; Браун служив у ВМС США протягом трьох років. Після звільнення з військової служби він вступив на роботу інженером-ядерником, але пізніше змінив професію і зайнявся видавничою діяльністю; в 1975 році Браун став штатним редактором наукової фантастики в видавництві Locus.
Разом з Едом Мескісом і Дейвом Вандерверфом Чарльз Ніккі Браун заснував журнал Locus у 1968 році. Він поступово перетворився у професійний галузевий журнал і є ним й на сьогодні. 1970 року журнал був уперше номінований на Премію Г'юго в категорії «Найкращий фензин». Наступного року новинний фензин Брауна отримав свою першу з рекордних 29 премій Г'юго (станом на 2008 рік).
Браун мирно помер, коли повертався додому. Відомого редактора зустріла смерть у небі над Сан-Франциско у віці 72 роки.

### Праця для журналу Locus

#### «Наукова фантастика, фентезі та горор»[5]
- «Наукова фантастика, фентезі та горор: 1984: Всеосяжна бібліографія книг і коротких художніх творів, які були опубліковані англійською мовою» (англ. «Science Fiction, Fantasy, & Horror: 1984: A Comprehensive Bibliography of Books and Short Fiction Published in the English Language»); (Окленд, Каліфорнія: Locus Press, 1990) разом з Вільямом Контенто
- «Наукова фантастика: 1985: Всеосяжна бібліографія книг і коротких художніх творів, які були опубліковані англійською мовою» (англ. «Science Fiction in Print: 1985: A Comprehensive Bibliography of Books and Short Fiction Published in the English Language»); (Окленд, Каліфорнія: Locus Press, 1986) разом з Вільямом Контенто
- «Наукова фантастика, фентезі та горор: 1986: Всеосяжна бібліографія книг і коротких художніх творів, які були опубліковані англійською мовою» (англ. «Science Fiction, Fantasy, & Horror: 1986: A Comprehensive Bibliography of Books and Short Fiction Published in the English Language»); (Окленд, Каліфорнія: Locus Press, 1987) разом з Вільямом Контенто
- «Наукова фантастика, фентезі та горор: 1987: Всеосяжна бібліографія книг і коротких художніх творів, які були опубліковані англійською мовою» (англ. «Science Fiction, Fantasy, & Horror: 1987: A Comprehensive Bibliography of Books and Short Fiction Published in the English Language»); (Окленд, Каліфорнія: Locus Press, 1988) разом з Вільямом Контенто
- «Наукова фантастика, фентезі та горор: 1988: Всеосяжна бібліографія книг і коротких художніх творів, які були опубліковані англійською мовою» (англ. «Science Fiction, Fantasy, & Horror: 1988: A Comprehensive Bibliography of Books and Short Fiction Published in the English Language»); (Окленд, Каліфорнія: Locus Press, 1989) разом з Вільямом Контенто і Галом Галлом
- «Наукова фантастика, фентезі та горор: 1989: Всеосяжна бібліографія книг і коротких художніх творів, які були опубліковані англійською мовою» (англ. «Science Fiction, Fantasy, & Horror: 1989: A Comprehensive Bibliography of Books and Short Fiction Published in the English Language»); (Окленд, Каліфорнія: Locus Press, 1990) разом з Вільямом Контенто і Галом Галлом
- «Наукова фантастика, фентезі та горор: 1990: Всеосяжна бібліографія книг і коротких художніх творів, які були опубліковані англійською мовою» (англ. «Science Fiction, Fantasy, & Horror: 1990: A Comprehensive Bibliography of Books and Short Fiction Published in the English Language»); (Окленд, Каліфорнія: Locus Press, 1991) разом з Вільямом Контенто і Галом Галлом
- «Наукова фантастика, фентезі та горор: 1991: Всеосяжна бібліографія книг і коротких художніх творів, які були опубліковані англійською мовою» (англ. «Science Fiction, Fantasy, & Horror: 1991: A Comprehensive Bibliography of Books and Short Fiction Published in the English Language»); (Окленд, Каліфорнія: Locus Press, 1992) разом з Вільямом Контенто і Галом Галлом

#### Вказівник до наукової фантастики від Locus[5]
- «Вказівник до наукової фантастики від Locus (1984-1997)» (англ. «The Locus Index to Science Fiction (1984-1997)»); (Окленд, Каліфорнія: Locus Press, 1998) разом з Вільямом Контенто
- «Вказівник до наукової фантастики від Locus (1984-1998)» (англ. «The Locus Index to Science Fiction (1984-1998)»); (Окленд, Каліфорнія: Locus Press, 1999) разом з Вільямом Контенто
- «Вказівник до наукової фантастики від Locus (1984-1999)» (англ. «The Locus Index to Science Fiction (1984-1999)»); (Окленд, Каліфорнія: Locus Press, 2000) разом з Вільямом Контенто
- «Вказівник до наукової фантастики від Locus (1984-2000)» (англ. «The Locus Index to Science Fiction (1984-2000)»); (Окленд, Каліфорнія: Locus Press, 2001) разом з Вільямом Контенто
- «Вказівник до наукової фантастики від Locus (1984-2001)» (англ. «The Locus Index to Science Fiction (1984-2001)»); (Окленд, Каліфорнія: Locus Press, 2002) разом з Вільямом Контенто
- «Вказівник до наукової фантастики від Locus (1984-2002)» (англ. «The Locus Index to Science Fiction (1984-2002)»); (Окленд, Каліфорнія: Locus Press, 2003) разом з Вільямом Контенто
- «Вказівник до наукової фантастики від Locus (1984-2003)» (англ. «The Locus Index to Science Fiction (1984-2003)»); (Окленд, Каліфорнія: Locus Press, 2004) разом з Вільямом Контенто
- «Вказівник до наукової фантастики від Locus (1984-2004)» (англ. «The Locus Index to Science Fiction (1984-2004)»); (Окленд, Каліфорнія: Locus Press, 2005) разом з Вільямом Контенто
- «Вказівник до наукової фантастики від Locus (1984-2005)» (англ. «The Locus Index to Science Fiction (1984-2005)»); (Окленд, Каліфорнія: Locus Press, 2006) разом з Вільямом Контенто
- «Вказівник до наукової фантастики від Locus (1984-2006)» (англ. «The Locus Index to Science Fiction (1984-2006)»); (Окленд, Каліфорнія: Locus Press, 2007) разом з Вільямом Контенто
- «Вказівник до наукової фантастики від Locus (1984-2007)» (англ. «The Locus Index to Science Fiction (1984-2007)»); (Окленд, Каліфорнія: Locus Press, 2008) разом з Вільямом Контенто
- «Вказівник до наукової фантастики від Locus (1984-2008)» (англ. «The Locus Index to Science Fiction (1984-2008)»); (Окленд, Каліфорнія: Locus Press, 2009) разом з Вільямом Контенто

### Інші редакторські роботи
- «Мандрівники: Три науково-фантастичні новели» (англ. «Far Travelers: Three Science Fiction Novellas»); (Лондон: Mews Books, 1976)
- «Чужі світи: Три новели наукової фантастики від видатних авторів» (англ. «Alien Worlds: Three Novellas of Science Fiction by Award Winning Authors»); (Лондон: Mews Books, 1976)
- «Locus: Газета наукової фантастики» (англ. «Locus: The Newspaper of the Science Fiction Field»); (Бостон, Массачусетс: Gregg Press, 1978)
- «Нагороди Locus» (англ. «The Locus Awards»); (Нью-Йорк: HarperCollins/Eos, 2005) разом з Джонатом Стрегеном